# Wil Sultanowitsch Mirsajanow
Wil Sultanowitsch Mirsajanow (russisch Вил Султанович Мирзаянов, in englischer Transkription: Vil Sultanovich Mirzayanov; * 9. März 1935 in Starokangyschewo, Baschkirische ASSR, Russische SFSR, Sowjetunion) ist ein russischer Chemiker. Er ist bekannt für die Enthüllung der Entwicklung der Nowitschok-Kampfstoffe in der Sowjetunion und Russland.

## Karriere im Nervenkampfstoffprogramm der Sowjetunion
Mirsajanow wurde in einer Kleinstadt auf der europäischen Seite des Urals geboren und ist ethnischer Tartar. Sein Vater war Schullehrer und überzeugter Kommunist. Er brach mit der Familientradition, dass der älteste Sohn muslimischer Prediger werden sollte. Mirsajanow studierte bis 1958 an der Akademie für Feinchemie in Moskau mit dem Abschluss als Chemieingenieur für die Erdölindustrie. Danach arbeitete er an einem Forschungsinstitut für synthetische Treibstoffe und dann über Borane als Raketentreibstoffe. Außerdem arbeitete er an seiner Dissertation am Institut für Petrochemie der Sowjetischen Akademie der Wissenschaften und wurde 1965 mit einer Dissertation über ein Thema der Gaschromatographie in der analytischen Chemie promoviert. 
Nach der Promotion wurde er an das Staatliche Forschungsinstitut für Organische Chemie und Technologie (GosNIIOKhT) in Moskau empfohlen und nach einer Sicherheitsüberprüfung 1966 eingestellt. Er war dort zunächst mit Umweltanalysen und analytischen Aspekten der Kampfstoffentwicklung betraut, war aber nicht direkt an der synthetischen Kampfstoffentwicklung im Nowitschok-Programm beteiligt. Er wurde Mitglied der Kommunistischen Partei und leitete zuletzt ab Ende der 1980er Jahre die Abteilung technische Spionageabwehr. Dazu zählte die Analyse der Kampfstoffrückstände und Kampfstoffe in der Umwelt, deren Nachweismöglichkeit im Sinn des Nowitschok-Programms so gering wie möglich sein sollte. Auch die Rückstände und Produktionsmittel sollten auch für Inspektoren der internationalen Chemiewaffenkontrolle oder Geheimagenten möglichst unauffällig sein. 
Mirsajanow war zunehmend beunruhigt darüber, dass zwar offiziell von Staats- und Parteichef Michail Gorbatschow das Nowitschok-Programm eingestellt wurde, die Entwicklung aber insgeheim weiterging. Auch über die Umweltgefahren war er beunruhigt. 1990 sollte er die Chemiewaffenfabriken in Wolgograd und Nowotscheboksarsk im Rahmen eines anstehenden Kontrollbesuchs von Chemiewaffenexperten aus den USA im Rahmen des gerade verhandelten Chemiewaffenkontrollabkommens vorbereiten. Dafür hatte die Sowjetunion ihr Nowitschok-Programm nicht offengelegt und sich ansonsten zur Vernichtung der Bestände an Nervenkampfstoffen bereiterklärt. Schon 1987 hatte Gorbatschow offiziell den Stopp der Chemiewaffenproduktion bekanntgegeben. Bei der stillgelegten Soman-Produktionsanlage in Wolgograd fand Mirsajanow im Schornstein fünfzig- bis hundertmal höhere Konzentrationen des Kampfstoffs als „erlaubt“ und er fand das Abwasser hochgradig verseucht vor. Der Fabrikleiter beteuerte zwar, dass Soman-Tests mit Acetylcholinesterase nicht anschlugen, das war, wie Mirsajanow fand, aber auf eine Wechselwirkung mit Salzen im Wasser zurückzuführen. Als er daraufhin bei seinem Chef Victor Petrunin Alarm schlug, bedeutete man ihm, Stillschweigen zu bewahren, da dies Probleme für das Institut mit sich bringen würde. Petrunin gab gegenüber Mirsajanow offen seine Vermutung kund, dass in der zweiten großen Chemiewaffenfabrik in Nowotscheboksarsk ähnliche Verunreinigungen und Umweltgefahren zu finden wären, was sich später bestätigte. Als Mirsajanow dennoch einen Bericht höheren Stellen zukommen ließ, wurde er gerügt und seine Glaubwürdigkeit in Zweifel gezogen. Als er 1990 aus der Kommunistischen Partei austrat, wurde er im Institut kaltgestellt.

## Enthüllung des Nowitschok-Programms Anfang der 1990er Jahre
Ein Wendepunkt war die Verleihung des hohen Leninordens an drei Leiter des Nowitschok-Programms 1991, für Mirsajanow ein Zeichen, dass die Sowjetunion das Nowitschok-Programm nicht nur geheim halten, sondern auch weiterverfolgen wollte. Im Oktober 1991 veröffentlichte er Informationen zur Existenz von Nowitschok in der Moskauer Zeitung Kuranty, was aber angesichts der turbulenten politischen Tagesereignisse in Moskau beim Zusammenbruch der Sowjetunion kaum öffentliche Aufmerksamkeit fand. Dennoch wurde Mirsajanow im Januar 1992 entlassen. Wenig später folgte auch die Entlassung vieler seiner Kollegen aufgrund allgemeiner Einsparungsmaßnahmen. Mirsajanow schlug sich durch, indem er versuchte, Gegenstände aus seinem Besitz auf dem Flohmarkt in Moskau zu verkaufen. 
Mitte 1992 traf er Lew Fjodorow, einen Professor für organische Chemie am Wernadski-Institut für Geochemie und analytische Chemie, der stark an der Geschichte der Chemiewaffen interessiert war. Beide schrieben einen Artikel (Vergiftete Politik), der am 16. September 1992 in der Zeitschrift Moskowskije Nowosti erschien und diesmal fand Mirsajanow auch internationale Aufmerksamkeit. Sie wiesen darauf hin, dass im Fall eines Unfalls im GosNIIOKhT-Institut große Gefahren für die Moskauer Bevölkerung entstünden, was sie mit dem Reaktorunfall in Tschernobyl 1986 verglichen. Mirsajanow gab auch dem Moskauer Korrespondenten der Baltimore Sun (Will Englund) ein Interview, das dort im Oktober 1991 erschien. Technische Einzelheiten gaben sie nicht bekannt. Ein Jahr später bekam Mirsajanow Besuch von Mitarbeitern des Inlandgeheimdienstes, die seine Wohnung durchsuchten (ohne sensibles Material zu finden) und ihn in das Lefortowo-Gefängnis brachten. Auch Fjodorow wurde befragt, aber freigelassen, da er über keinen Zugang zu Geheiminformationen verfügt hatte. Elf Tage später wurde Mirsajanow von einem Richter in Hausarrest entlassen, unter der Auflage, sich täglich beim Geheimdienst zu melden. Grundlage der Anklage waren geheime Listen von Staatsgeheimnissen, was nach geltendem russischen Recht für eine Strafverfolgung eigentlich nicht mehr zulässig war. Die Leitung seines ehemaligen Instituts drängte hingegen nachdrücklich auf Strafverfolgung. 
Mirsajanow bekam Unterstützung von Wladimir Ugljow, einem der Nowitschok-Entwickler. Ugljow gab im Februar 1993 der russischen Zeitung "Nowoje Wremja" ein Interview und drohte mit der Offenlegung von technischen Einzelheiten, wobei er als Stadtverordneter Immunität genoss. Aus der Sicht von Ugljow gab es keinen Grund, das Nowitschok-Programm weiter geheim zu halten, weil es militärisch obsolet war und nur der Karriere und dem Erhalt von Forschungsgeldern von hohen Vertretern des ehemaligen Chemiewaffen-Komplexes diente. Daraufhin begann man auch gegen Ugljow vorzugehen. Mittlerweile engagierten sich viele Menschenrechtsaktivisten und Wissenschaftler im Westen für Mirsajanow, und zwei von ihnen (Gale Colby und Irene Goldman in Princeton) erreichten, dass zwei wichtige Mitglieder des US-Senatsausschusses für auswärtige Angelegenheiten (Jesse Helms, Bill Bradley) in dieser Sache Briefe an den russischen Präsidenten Boris Jelzin schrieben. Auch der US-Botschafter in Moskau Tom Pickering gab eine Pressekonferenz, in der er das Vorgehen gegen Mirsajanow als dem Geist des Chemiewaffenkontrollabkommens entgegenstehend bezeichnete. Trotzdem begann im Januar 1994 ein geheimer Prozess wegen des Verrats von Staatsgeheimnissen, bei dem Mirsajanow bis zu acht Jahre Gefängnis drohten. Erst nach sechs Wochen ließ die Jelzin-Regierung den Prozess „aus Mangel an Beweisen“ einstellen. Mittlerweile endete Mirsajanows Ehe in Scheidung, was ihn mit zwei kleinen Söhnen zurückließ.
Um während seines Prozesses seine eigene Verteidigung vorbereiten zu können, erhielt Mirsajanow von den russischen Behörden Zugang zu geheimen Unterlagen über die Chemiewaffenentwicklung. Nach eigenen Aussagen erfuhr er erst dadurch von der Existenz von Binärwaffen-Versionen von Nowitschok, was er dann auch im Westen bekannt machte. Bei Binärwaffen ist der Umgang mit dem Gift viel gefahrloser und sie sind im Gegensatz zu den unitären Versionen auch länger haltbar bzw. können bei Bedarf aus kommerziell zugänglichen Chemikalien hergestellt werden und erst unmittelbar vor einem Einsatz in die hochtoxische Form überführt werden.

## Emigration in die USA
Im Februar 1995 reiste Mirsajanow nach Princeton, USA, wo er einen Preis (Scientific Freedom and Responsibility Award) der American Association for the Advancement of Science erhielt. Wenig später emigrierte er und ließ sich in Princeton nieder, wo er die Menschenrechtsaktivistin Gale Colby heiratete, die sich zuvor für ihn eingesetzt hatte. Ihm wurde eine Stelle im US-amerikanischen Chemiewaffenforschungslabor in Eaglewood angeboten, die er aber ablehnte. Mirsajanow interessierte sich in den USA weiter für das russische Chemiewaffenprogramm und hegte den Verdacht, dass es weiter vorangetrieben werde. 2006 diente er als eine der Quellen für das Buch von Jonathan Tucker über die Geschichte der Nervenkampfstoffe. 2008 veröffentlichte er im Selbstverlag seine Autobiographie in englischer Sprache (eine Vorläuferversion war schon 2002 in russischer Sprache in Tatarstan erschienen), in der er auch technische Einzelheiten einschließlich der Strukturformeln der Nowitschok-Kampfstoffe veröffentlichte, was ihm diesmal auch Ärger mit den amerikanischen Geheimdiensten verschaffte, die gegen die Veröffentlichung technischer Einzelheiten waren. Das Buch fand allerdings, von Chemiewaffenexperten abgesehen, lange keine öffentliche Aufmerksamkeit. Erst anlässlich des Skripal-Attentats im März 2018 stand er als derjenige im Zentrum öffentlicher Aufmerksamkeit, der zuerst das Nowitschok-Programm aufgedeckt und die korrekten Strukturformeln veröffentlicht hatte, und gab einige Interviews.
1994 erhielt Wil Mirsajanow den Heinz R. Pagels Human Rights of Scientists Award der New York Academy of Sciences.